# Leptosomatum micoletzkyi
Leptosomatum micoletzkyi is een rondwormensoort uit de familie van de Leptosomatidae. De wetenschappelijke naam van de soort is voor het eerst geldig gepubliceerd in 1971 door Inglis.